# Державний стандарт вищої освіти
Державний стандарт вищої освіти мав включати:
Перелік кваліфікацій за відповідними освітньо-кваліфікаційними рівнями містить перелік назв кваліфікацій, які визначаються через професійні назви робіт, що мають виконувати фахівці певного освітньо-кваліфікаційного рівня на первинних посадах.
Перелік напрямів та спеціальностей, за якими здійснюється підготовка фахівців у вищих навчальних закладах за відповідними освітньо-кваліфікаційними рівнями, містить перелік назв напрямів, що відображають споріднений зміст вищої освіти і професійної підготовки, та перелік назв спеціальностей, що відображають неповторювані узагальнені об'єкти діяльності або виробничі функції та предмети діяльності.
Вимоги до освітніх рівнів вищої освіти містять вимоги до рівня сформованості в особи соціальних і громадянських якостей з урахуванням особливостей майбутньої професійної діяльності, а також вимоги до формування у неї патріотизму до України та до знання української мови.
Вимоги до освітньо-кваліфікаційних рівнів вищої освіти містять вимоги до професійної підготовки фахівців з урахуванням суспільного поділу праці.
Перелік кваліфікацій за відповідними освітньо-кваліфікаційними рівнями, вимоги до освітніх та освітньо-кваліфікаційних рівнів вищої освіти затверджуються Кабінетом Міністрів України за поданням спеціально уповноваженого центрального органу виконавчої влади у галузі освіти і науки, погодженим із спеціально уповноваженим центральним органом виконавчої влади у галузі праці та соціальної політики.
Перелік напрямів та спеціальностей, за якими здійснюється підготовка фахівців у вищих навчальних закладах за відповідними освітньо-кваліфікаційними рівнями, затверджується Кабінетом Міністрів України за поданням спеціально уповноваженого центрального органу виконавчої влади у галузі освіти і науки.
Прийнятий у 2014 р. новий Закон України "Про вищу освіту" скасував поняття Державного стандарту вищої освіти. Замість нього, було передбачено створення рамкових стандартів вищої освіти, що мають визначати, насамперед, рамкові вимоги до компетентностей і результатів навчання випускників.